# Herta Reiter
Herta Reiter (28 de abril de 1957) es una deportista austríaca que compitió en judo. Es hermana del también judoka Josef Reiter.
Ganó dos medallas en el Campeonato Europeo de Judo, oro en 1982 y bronce en 1983.

## Palmarés internacional
| Campeonato Europeo | Campeonato Europeo | Campeonato Europeo | Campeonato Europeo |
| Año                | Lugar              | Medalla            | Categoría          |
| ------------------ | ------------------ | ------------------ | ------------------ |
| 1982               | Oslo (Noruega)     | Medalla de oro     | –61 kg             |
| 1983               | Génova (Italia)    | Medalla de bronce  | –61 kg             |